# Szydłowo (powiat gnieźnieński)
Szydłowo – wieś w Polsce położona w województwie wielkopolskim, w powiecie gnieźnieńskim, w gminie Trzemeszno.
Wieś duchowna, własność opata kanoników regularnych w Trzemesznie pod koniec XVI wieku leżała w powiecie gnieźnieńskim województwa kaliskiego. W latach 1975–1998 miejscowość należała administracyjnie do województwa bydgoskiego. We wsi kościół Najświętszego Imienia Jezus, NMP i św. Józefa z XVIII wieku.
Zobacz też: Szydłowo, Szydłów